# Sue Picus
Susan J. "Sue" Picus (ur.  1948 lub 1949, zm. 17 listopada 2021) – amerykańska brydżystka, World Grand Master (WBF).
Jej pierwszy mąż, Ronald Andersen, był światowej klasy brydżystą. Jej aktualnym mężem jest Barry Rigal, z którym tworzą parę mikstową.
Susan Picus jest konsultantem komputerowym.

## Wyniki brydżowe

### Zawody światowe
W światowych zawodach zdobyła następujące lokaty:
| Mistrzostwa Świata. Konkurencja teamów | Mistrzostwa Świata. Konkurencja teamów | Mistrzostwa Świata. Konkurencja teamów  | Mistrzostwa Świata. Konkurencja teamów | Mistrzostwa Świata. Konkurencja teamów | Mistrzostwa Świata. Konkurencja teamów |
| Rok                                    | Miejsce                                | Zawody                                  | Kategoria                              | Drużyna                                | Pozycja                                |
| -------------------------------------- | -------------------------------------- | --------------------------------------- | -------------------------------------- | -------------------------------------- | -------------------------------------- |
| 2014                                   | Sanya                                  | 14. Seria Mistrzostw Świata             | Miksty                                 | Ganzer                                 | 36                                     |
| 2014                                   | Sanya                                  | 14. Seria Mistrzostw Świata             | Kobiety                                | Pollack                                | 19                                     |
| 2010                                   | Filadelfia                             | 13. Seria Mistrzostw Świata             | Kobiety                                | Glasson                                | 9                                      |
| 2007                                   | Szanghaj                               | 38. Mistrzostwa Świata Teamów           | Kobiety                                | USA 2                                  | 5                                      |
| 2005                                   | Estoril                                | 37. Mistrzostwa Świata Teamów           | Kobiety                                | USA 1                                  | 4                                      |
| 2003                                   | Monte Carlo                            | 36. Mistrzostwa Świata Teamów           | Kobiety                                | USA 1                                  | 1                                      |
| 2002                                   | Montreal                               | 11. Mistrzostwa Świata                  | Kobiety                                | Wei-Sander                             | 17                                     |
| 2001                                   | Paryż                                  | 35. Mistrzostwa Świata Teamów           | Trans                                  | Woolsey                                | 41                                     |
| 2000                                   | Southampton                            | 34. Mistrzostwa Świata Teamów           | Kobiety                                | USA 2                                  | 9                                      |
| 1998                                   | Lille                                  | 10. Mistrzostwa Świata                  | Kobiety                                | Allison                                | 5                                      |
| 1996                                   | Rodos                                  | 1. Mistrzostwa Świata Teamów Mikstowych | Miksty                                 | Mori                                   | 31                                     |
| 1995                                   | Pekin                                  | 32. Mistrzostwa Świata Teamów           | Kobiety                                | USA 1                                  | 2                                      |
| 1994                                   | Albuquerque                            | 9. Mistrzostwa Świata                   | Kobiety                                | Lettizia                               | 1                                      |
| 1993                                   | Santiago                               | 31. Mistrzostwa Świata Teamów           | Open                                   | USA 2                                  | 1                                      |
| 1991                                   | Jokohama                               | 30. Mistrzostwa Świata Teamów           | Kobiety                                | USA 2                                  | 1                                      |

| Mistrzostwa Świata. Konkurencja par | Mistrzostwa Świata. Konkurencja par | Mistrzostwa Świata. Konkurencja par | Mistrzostwa Świata. Konkurencja par | Mistrzostwa Świata. Konkurencja par | Mistrzostwa Świata. Konkurencja par |
| Rok                                 | Miejsce                             | Zawody                              | Kategoria                           | Partner                             | Pozycja                             |
| ----------------------------------- | ----------------------------------- | ----------------------------------- | ----------------------------------- | ----------------------------------- | ----------------------------------- |
| 2014                                | Sanya                               | 14. Seria Mistrzostw Świata         | Seniorzy                            | Craig Ganzer                        | 53                                  |
| 2010                                | Filadelfia                          | 13. Mistrzostwa Świata              | Miksty                              | Barry Rigal                         | 218                                 |
| 2010                                | Filadelfia                          | 13. Mistrzostwa Świata              | Kobiety                             | Shawn Quinn                         | 32                                  |
| 2006                                | Werona                              | 12. Mistrzostwa Świata              | Miksty                              | Barry Rigal                         | 11                                  |
| 2002                                | Montreal                            | 11. Mistrzostwa Świata              | Miksty                              | Barry Rigal                         | 22                                  |
| 1998                                | Lille                               | 10. Mistrzostwa Świata              | Miksty                              | Barry Rigal                         | 33                                  |
| 1994                                | Albuquerque                         | 9. Mistrzostwa Świata               | Miksty                              | Barry Rigal                         | 12                                  |
| 1994                                | Albuquerque                         | 9. Mistrzostwa Świata               | Kobiety                             | Rozanne Pollack                     | 36                                  |
| 1990                                | Genewa                              | 8. Mistrzostwa Świata               | Miksty                              | Barry Rigal                         | 33                                  |

| Mistrzostwa Świata. Konkurencja indywidualna | Mistrzostwa Świata. Konkurencja indywidualna | Mistrzostwa Świata. Konkurencja indywidualna | Mistrzostwa Świata. Konkurencja indywidualna | Mistrzostwa Świata. Konkurencja indywidualna | Mistrzostwa Świata. Konkurencja indywidualna |
| Rok                                          | Miejsce                                      | Zawody                                       | Kategoria                                    | Pozycja                                      |                                              |
| -------------------------------------------- | -------------------------------------------- | -------------------------------------------- | -------------------------------------------- | -------------------------------------------- | -------------------------------------------- |
| 1998                                         | Ajaccio                                      | 4. Indywidualne Mistrzostwa Świata           | Kobiety                                      | 8                                            |                                              |

### Zawody europejskie
W europejskich zawodach zdobył następujące lokaty:
| Zawody europejskie. Konkurencja teamów | Zawody europejskie. Konkurencja teamów | Zawody europejskie. Konkurencja teamów | Zawody europejskie. Konkurencja teamów | Zawody europejskie. Konkurencja teamów | Zawody europejskie. Konkurencja teamów |
| Rok                                    | Miejsce                                | Zawody                                 | Kategoria                              | Drużyna                                | Pozycja                                |
| -------------------------------------- | -------------------------------------- | -------------------------------------- | -------------------------------------- | -------------------------------------- | -------------------------------------- |
| 2013                                   | Ostenda                                | 6. Otwarte Mistrzostwa Europy          | Miksty                                 | Caprera                                | 76                                     |

| Zawody europejskie. Konkurencja par | Zawody europejskie. Konkurencja par | Zawody europejskie. Konkurencja par | Zawody europejskie. Konkurencja par | Zawody europejskie. Konkurencja par | Zawody europejskie. Konkurencja par |
| Rok                                 | Miejsce                             | Zawody                              | Kategoria                           | Partner                             | Pozycja                             |
| ----------------------------------- | ----------------------------------- | ----------------------------------- | ----------------------------------- | ----------------------------------- | ----------------------------------- |
| 2013                                | Ostenda                             | 6. Otwarte Mistrzostwa Europy       | Kobiety                             | Stephannie Russo                    | 28                                  |
| 2013                                | Ostenda                             | 6. Otwarte Mistrzostwa Europy       | Miksty                              | Alex Kolesnik                       | 36                                  |

## Klasyfikacja
- Sue Picus – klasyfikacja WBF (ang.)